# Шлапак, Сергей Петрович
Сергей Петрович Шлапак (1 марта 1953) — советский футболист, защитник, полузащитник.
Воспитанник группы подготовки ЦСКА с 1966 года, тренер А. Г. Гринин. В 1970—1972 годах играл за дубль, в чемпионате провёл одну игру — 23 июня 1971 в гостевом матче против «Динамо» Киев вышел на 53-й минуте. В 1973—1975 годах провёл 59 матчей, забил один мяч - в ворота московского "Спартака",  ударом примерно с сорока метров. Это был незабываемый по красоте гол. В 1976—1977 годах не выступал, затем играл за команды «Судостроитель» Николаев (1978), «Днепр» Днепропетровск (1978—1979), «Авангард» Ровно (1980), СКА Львов (1981).
Сын Сергей (род. 1978) выступал на любительском уровне.